# كفر اللبيدي
كفر اللبيدي، عزبة تابعة للوحدة المحلية لقرية محلة دياي، التابعة لمركز دسوق، التابع لمحافظة كفر الشيخ في جمهورية مصر العربية.